# Parroquia de Nuestra Señora de la Peñita (Puerto de la Cruz)
La parroquia de Nuestra Señora de la Peñita se encuentra en la ciudad de Puerto de la Cruz en el norte de la isla de Tenerife (Islas Canarias, España). El templo está dedicado a Nuestra Señora la Virgen de la Peñita, la cual destaca por ser una réplica de la imagen de Virgen de la Peña (Patrona de la isla de Fuerteventura).

## Historia
Los orígenes de la iglesia datan de 1793, cuando Gregorio Martín de Aguilar, Alférez de forasteros, compró los terrenos para la construcción de un templo en el barrio portuense de La Ranilla dedicado a una réplica de la imagen de la Virgen de la Peña que se venera como patrona de la isla de Fuerteventura, si bien, con su advocación ligeramente modificada como "Nuestra Señora de la Peñita", para no confundirla con aquella y con la propia patrona de la ciudad de Puerto de la Cruz y su parroquia matriz la cual es Nuestra Señora de la Peña de Francia.
En 1741 se inicia la construcción del templo, el cual fue terminado en 1744 y siendo prácticamente contemporáneo a la Ermita de Nuestra Señora de la Peña en Betancuria (Fuerteventura). Durante una visita pastoral del entonces Obispo de Canarias Juan Francisco Guillén Isso, éste concedió indulgencias a la entonces ermita de la Peñita de Puerto de la Cruz.
El 1 de noviembre de 1943, la ermita fue declarada parroquia. Sin embargo, el histórico templo tuvo que ser demolido en 1969 levantándose en su lugar una iglesia moderna, siendo inaugurada el 17 de marzo de 1973.
Una placa situada en el actual templo para conmemorar los 70 años como parroquia en 2013, dice:

Esta Iglesia se levantó sobre el solar que ocupó la ermita de Nuestra Señora de la Peña de Fuerteventura (conocida posteriormente como La Peñita), erigida en el segundo cuarto del siglo XVIII gracias a la generosidad de Gregorio Martín de Aguiar y su esposa María de Orta. La comunidad parroquial de Nuestra Señora de La Peñita perpetúa así la memoria de quienes se desvelaron por los más desfavorecidos de la población. Puerto de la Cruz, octubre 2013. Annus Fidei.

El templo es sede de la Hermandad Sacramental de Nuestra Señora de la Peñita, cuyos estatutos fueron aprobados en el año 2014 por el obispo de la Diócesis Nivariense, Bernardo Álvarez Afonso. El edificio tiene planta en forma de L, con dos naves y en su interior se veneran, además de la Virgen de la Peñita, varias imágenes como el Sagrado Corazón de Jesús, Santa Verónica, una réplica en miniatura del Gran Poder de Dios, y la Virgen del Rosario, cuya imagen es del siglo XVIII, entre otras.

## Imagen deLa Peñita
La imagen de la Virgen de la Peñita venerada en este templo de la que es titular, es una réplica de la Virgen de la Peña que se venera en la localidad de Vega de Río Palmas en el municipio de Betancuria, Fuerteventura, isla de la que es patrona.
Se trata de una talla del siglo XVIII de 32 centímetros de altura, que llegó a Tenerife de manos de un matrimonio natural de Fuerteventura que poseía la imagen como devoción familiar. La Virgen de la Peñita del Puerto de la Cruz es la imagen mariana más pequeña titular de una parroquia en la Diócesis de Tenerife. La talla es de madera estofada y policromada a diferencia de la original majorera que está realizada en alabastro.
Del mismo modo que su homónima de Fuerteventura, la Virgen de la Peñita de Puerto de la Cruz celebra sus fiestas mayores en el mes de septiembre con un triduo en su honor, eucaristía solemne y procesión de la imagen, con un amplio programa festivo.